# Anne Robinson
Anne Josephine (Anne) Robinson (Crosby, 26 september 1944) is een Britse journaliste en televisiepresentatrice. Ze is voornamelijk bekend van de televisiequiz The Weakest Link (in Nederland opgenomen als De zwakste schakel).
Robinson staat bekend om haar ijskoude presentatie van de quiz The Weakest Link. Hierin dient ze de kandidaten stevig van repliek en geeft ze afvallers er verbaal flink van langs. Haar vaste opmerking richting afvallers, "You are the weakest link - Goodbye!!" (Je bent de zwakste schakel - Tot ziens!), werd in 2001 een veelgehoorde catchphrase.
In de Nederlandse versie van de quiz imiteerde presentatrice Chazia Mourali de ijskoude presentatie van Robinson.